# رونالد كوينتيروس
رونالد كوينتيروس (بالإسبانية: Ronald Quinteros)‏ هو لاعب كرة قدم ومدرب كرة قدم بيروفي في مركز نصف الجناح، ولد في 28 يونيو 1985 في وانكاشو في بيرو. شارك مع منتخب بيرو لكرة القدم. أما مع النوادي، فقد لعب مع أليانزا ليما واتحاد هوارال ويونيون دي سانتا في.

## وصلات خارجية
- الموقع الرسمي
- رونالد كوينتيروس على موقع قاعدة بيانات كرة القدم.إي يو (الإنجليزية)
- رونالد كوينتيروس على موقع ناشيونال فوتبول تيمز (الإنجليزية)
- رونالد كوينتيروس على موقع Soccerway.com (الإنجليزية)